# Вела (комуна)
Вела (рум. Vela) — комуна у повіті Долж в Румунії. До складу комуни входять такі села (дані про населення за 2002 рік):
- Буковічор (507 осіб)
- Вела (511 осіб)
- Губауча (741 особа)
- Деснецуй (29 осіб)
- Сеглец (34 особи)
- Сухару (232 особи)
- Четецуя (129 осіб)
- Штіубей (188 осіб)

Комуна розташована на відстані 213 км на захід від Бухареста, 31 км на захід від Крайови.

## Населення
За даними перепису населення 2002 року у комуні проживали 2242 особи, усі — румуни. Усі жителі комуни рідною мовою назвали румунську.
Склад населення комуни за віросповіданням:
| Релігія                             | Кількість осіб | Відсоток |
| ----------------------------------- | -------------- | -------- |
| православні                         | 2237           | 99,8%    |
| баптисти                            | 3              | 0,1%     |
| лютерани (Аугсбурзького сповідання) | 2              | 0,1%     |